# Число Річардсона
Число́ Річардсона ({\displaystyle Ri}) —  характеристичне число та критерій подібності в гідродинаміці, що дорівнює відношенню потенціальної енергії тіла, зануреного в рідину до його кінетичної енергії. Під «тілом» тут зазвичай розглядають рідину або газ.
Це число назване на честь англійського вченого Льюїса Річардсона (англ. Lewis Fry Richardson; 1881—1953).
У загальному випадку число Річардсона визначається рівнянням:
{\displaystyle \operatorname {Ri} \,={\frac {\Delta \rho \,g\,L}{\rho \,v^{2}}}},
де:
- {\displaystyle \rho \,} — густина тіла;
- {\displaystyle \Delta \rho \,=\rho -\rho _{0}} — різниця густин тіла і середовища;
- {\displaystyle g\,}/ — прискорення вільного падіння;
- {\displaystyle L\,} — характерна довжина (зазвичай у вертикальному вимірі);
- {\displaystyle v\,} — характерна швидкість.

Це число можна виразити через числа Архімеда та Рейнольдса:
{\displaystyle \operatorname {Ri} \,={\frac {\operatorname {Ar} }{\operatorname {Re} ^{2}}}}.
Якщо число Річардсона значно менше за одиницю, то сила Архімеда не відіграє суттєвої ролі для течії. Якщо воно більше за одиницю, то сила плавучості домінує (у тому розумінні, що конвекція не може ефективно перемішати розшароване за густиною середовище).

## Часткові визначення

### Без архімедової сили
Якщо густина тіла значно перевищує густину середовища, то архімедовою силою можна знехтувати, тобто:
{\displaystyle {\frac {\Delta \rho }{\rho }}\,\approx 1},
Тоді:
{\displaystyle \operatorname {Ri} \,={\frac {g\,h}{v^{2}}}},
Легко побачити, що число Річардсона у цьому випадку обернено пропорційне до числа Фруда:
{\displaystyle \operatorname {Ri} \,={\frac {1}{\operatorname {Fr} ^{2}}}}.

### Конвекція
При розгляді температурної конвекції зміна густини викликана нагріванням:
{\displaystyle \Delta \rho =\rho \,\beta \,\Delta T},
У цьому випадку середовищем є та ж рідина чи газ, тільки не нагріті. У цьому випадку число Річардсона можна записати як:
{\displaystyle \operatorname {Ri} \,={\frac {g\beta (T_{hot}-T_{0})}{|{\vec {v}}\cdot \nabla {\vec {v}}|}}={\frac {g\,L\,\beta \Delta T}{v^{2}}}={\frac {\operatorname {Gr} }{\operatorname {Re} ^{2}}}}
де:
- {\displaystyle \beta } — коефіцієнт теплового розширення;
- {\displaystyle \Delta T=T_{hot}-T_{0}} — характерна різниця температур, наприклад між гарячою стінкою і зовнішнім середовищем;
- {\displaystyle |{\vec {v}}|\sim v} — характерна швидкість;
- {\displaystyle \operatorname {Gr} \,} — число Грасгофа;
- {\displaystyle \operatorname {Re} \,} — число Рейнольдса.

### Розгляд у диференціальній формі
Розглянемо плавну зміну густини і швидкості рідини у напрямку певної координити:
{\displaystyle \operatorname {Ri} \,={\frac {g\,d\rho \,dz}{\rho \,(dv)^{2}}}}.
Після домноження на dz/dz і введення частоти Брента-Вяйсяля N, отримаємо:
{\displaystyle \mathrm {Ri} =N^{2}\,\left({\frac {dv}{dz}}\right)^{-2}}

## Використання
Число Річардсона використовується в метеорології як критерій турбулентних процесів, що відбуваються у вільній атмосфері. Він визначає ступінь стратифікованості атмосфери:
- якщо Ri < 0 і градієнт температури, що оточує частку повітря яка розглядається dT/dh < -γa, то стратифікація атмосфери є нестійкою (тут γa = 1°/100 м — сухоадіабатичний градієнт температури);
- якщо Ri > 0 і dT/dh > -γa, то стратифікація стійка;
- і байдужа у випадку Ri=0, dT/dh = -γa.

При розгляді температурної конвекції число Річардсона визначає відносну величину природної конвекції по відношенню до вимушеної конвекції.
В авіації число Річардсона використовується як наближена міра очікуваної повітряної турбулентності.
В океанографії число Річардсона враховує стратифікацію і є мірою важливості механічних і густинних ефектів у водяному стовпі:
{\displaystyle \operatorname {Ri} \,={\frac {N^{2}}{(du/dz)^{2}}}},
де {\displaystyle N\,} — частота Брента-Вяйсяля.